# In the Water
In the Water (Francês: Dans I'Eau) é uma pintura a óleo de 1914 feita pelo pintor austro-italiano Eugen de Blaas de uma jovem mulher nadando nua. Todas as suas pinturas apresentam pessoas vestidas, porém apenas esta retrata um nu. A obra tem 78,4 cm de altura e 44,5 cm de largura.

## Descrição
A pintura retrata uma jovem mulher nua de pé no mar levemente inclinada para frente e olhando para baixo em direção a um pequeno cardume. Sua pele e complexão são roseadas, e seu cabelo cacheado de cor castanho-escuro está amarrado.
Apesar da pintura não apresentar nenhuma composição do sol, feixes flavescentes no céu anuviado refletem na água. É perceptível a existência de uma ilha na paisagem com a porção esverdeada que atravessa o quadro.
O artista assinou o seu nome e a data (1914) no cantor inferior esquerda.

## Eugen de Blaas
Eugen de Blass nasceu em uma família austríaca de artistas. O seu irmão Julius von Blaas foi um pintor e seu pai, Karl von Blaas foi professor na Academia de Belas-Artes de Viena e exerceu os ofícios de pintor e escultor. Karl se tornou professor na Escola de Artes de Roma na Itália após se mudar para lá, onde Julius e Eugen nasceram. A familía se realocou em Veneza onde Karl tornou-se professor da Academia de Belas-Artes de Veneza. Eugen de Blaas foi muito bem recebido na Inglaterra, onde exibia esporádicamente na Academia Real, na Galeria Grafton e a New Gallery.